# Albanyà
Albanyà település Spanyolországban, Girona tartományban. Albanyà Beuda, Cabanelles, Montagut i Oix, Sales de Llierca, Maçanet de Cabrenys, Sant Llorenç de la Muga, Lamanère, Serralongue és Coustouges községekkel határos. Lakosainak száma 168 fő (2024).

## Népesség
A település népessége az elmúlt években az alábbi módon változott:
| Lakosok száma | 298  | 921  | 637  | 334  | 111  | 135  | 152  | 155  | 157  | 168  |
|               | 1717 | 1887 | 1936 | 1960 | 1986 | 2004 | 2009 | 2014 | 2019 | 2024 |